# Arros
Der Arros ist ein Fluss in Frankreich, der in der Region Okzitanien verläuft. Er entspringt im Gemeindegebiet von Esparros, beim Oueil de l’Arros, entwässert generell in nördlicher Richtung und mündet nach rund 130 Kilometern im Gemeindegebiet von Termes-d’Armagnac als rechter Nebenfluss in den Adour. Auf seinem Weg durchquert er die Départements Hautes-Pyrénées und Gers sowie die historische Provinz Bigorre.

## Orte am Fluss
- Bourg-de-Bigorre
- Tournay
- Bordes
- Saint-Sever-de-Rustan
- Montégut-Arros
- Beaumarchés
- Plaisance